# Suniops jucundus
Suniops jucundus es una especie de coleóptero de la familia Attelabidae.

## Distribución geográfica
Habita en Filipinas.

## Subespecies
- Suniops jucundus jucundus (Voss, 1933)

= Euops jucundus jucunda Voss, 1933
- Suniops jucundus obscurus (Voss, 1933)

= Euops jucundus obscura Voss